# باریم
باریم (به انگلیسی: Barium) عنصر شیمیایی با نشانهٔ شیمیایی Ba، عدد اتمی ۵۶، جرم اتمی نسبی ۱۳۷/۳۴، هفت ایزوتوپ پایدار دارد. چگالی نسبی ۳/۷۸، نقطه ذوب ۷۱۰ درجه سانتیگراد، نقطهٔ جوش ۱۵۰۰ درجه سانتیگراد. فلزی است سفید رنگ با جلای نقره‌ای. از فلزات قلیایی خاکی (در گروه IIA و تناوب پنجم جای دارد)، دوظرفیتی و در طبیعت بیشتر به صورت باریت و بریات کربنات وجود دارد. با آب، آمونیاک و هالوژن بسیار واکنش پذیر است و با بسیاری از اسیدها واکنش می‌دهد.
در سال ۱۸۰۸ توسط دیوی شناخته شد> با شعله سبزرنگی می‌سوزد. برخی از نمک‌های باریم سمی اند نام آن از واژهٔ یونانی bary یا barus به معنای سنگین گرفته شده‌است. ترکیب‌های کانی آن شبیه کلسیم است.

## خواص فیزیکی عنصر باریم
- عدد اتمی: ۵۶
- جرم اتمی: ۱۳۷٫۳۲۷
- نقطه ذوب: C° ۷۲۹
- نقطه جوش: C° ۱۸۰۵
- شعاع اتمی: Å ۲٫۷۸
- آنتالپی تصعید: ۱۷۶ kJ/mol[۲]
- ظرفیت: ۲
- رنگ: سفید نقره‌ای
- حالت استاندارد: جامد مغناطیس

## کاربرد
در فیلمان نمایشگر VFD (البته به صورت اکسید) و لامپ خلاء برای انتشار بهتر الکترون.

## واکنش پذیری شیمیایی
باریم از نظر شیمیایی شبیه به منیزیم، کلسیم و استرانسیم است، اما واکنش پذیرتر است. همیشه به حالت اکسید (کاتیون ۲+) یافت می‌شود. در موارد استثنا، چند نوع مولکول ناپایدار و کمیاب مانند BaF وجود دارند که در فاز گازی مشخص می‌شوند. اخیراً نوعی ترکیب از باریم و گرافیت گزارش شده. در واکنش با کالکوژن‌ها بسیار حرارت زا هستند (انرژی آزاد می‌کنند). با اکسیژن یا هوا در دمای اتاق واکنش می‌دهد به همین دلیل، باریم فلزی اغلب در زیر نفت یا در یک اتمسفر بی اثر نگه داری می‌شود. واکنش‌هایش با آب و الکل‌ها بسیار گرمازا است و گاز هیدروژن آزاد می‌کند. باریم با آمونیاک واکنش نشان می‌دهد و کمپلکس‌هایی مانند Ba(NH₃)₆ را تشکیل می‌دهد.
این فلز به راحتی با اسیدها واکنش می‌دهد به جز اسید سولفوریک که یک استثنا است.